# État des prévisions de recettes et de dépenses
En droit administratif français, un état des prévisions de recettes et de dépenses (EPRD) est un document qui, pour un exercice comptable donné, estime les recettes et les dépenses prévisibles de certains établissements publics, en particulier à caractère industriel et commercial. Un EPRD joue un rôle comparable à un budget, mais ses dispositions sont moins contraignantes dans la mesure où emplois et ressources ont un caractère évaluatif. 

## Application aux établissements publics de santé
Une réforme du régime budgétaire et comptable des établissements publics de santé (EPS) et des établissements privés antérieurement financés par dotation globale, est intervenue en 2005 (ordonnance no 2005-406 du 2 mai 2005, décret no 2005-1474 du 30 novembre 2005). Elle concrétise dans le fonctionnement comptable, budgétaire et financier le changement de logique mis en œuvre par la tarification à l'activité (T2A). 
Cette réforme se caractérise par l'instauration d'un état des prévisions de recettes et de dépenses en lieu et place du budget et a pour objectif de rendre la réforme de la tarification à l'activité opérationnelle en ce qui concerne le volet budgétaire.
Outre la prévision budgétaire, l'EPRD comporte la particularité de fonctionner sur la base de crédits évaluatifs, en dépenses comme en recettes, mode de fonctionnement adapté à l'un des principes de la T2A.
En pratique compte tenu du lien instauré par la T2A entre l'activité et les recettes du caractère évaluatif des crédits, le suivi et l'analyse de l'exécution de l'EPRD doivent être présentés périodiquement au conseil de surveillance de l'hôpital et transmis à l'Agence régionale de santé. L'ordonnateur établit chaque quadrimestre un état comparatif de l'activité (recettes et dépenses réalisées par rapport aux prévisions). Cet état est élaboré à partir des données transmises par le comptable du Trésor.
La mise en œuvre de l'EPRD et de son suivi quadrimestriel réquierent l'installation d'outils d'analyse dans l'établissement conformément à l'article L.6113-7 du code de la santé publique, les établissements publics de santé et les établissements de santé privés, ont l'obligation de procéder à l'analyse de leur activité.